# مكعب مبتور
في الهندسة، المكعب المبتور (بالإنجليزية: Truncated cube)، أو سداسي الوجوه المبتور (بالإنجليزية: Truncated hexahedron)، هو مجسم أرخميدي. له 14 وجهًا منتظمًا (6 منها مثمنة و8 مثلثة)، و36 حرفًا، و24 رأسًا.
إذا كان طول حافة المكعب المبتور يساوي واحد، فإن ثِنْوِيَّهُ ثماني الوجوه المثلوثة له حروف بطول 2 و δS +1 ، وفيه δS هي النسبة الفضية √2 + 1.

## المساحة والحجم
المساحة A والحجم V لمكعب مبتور طول ضلعه a هما:
{\displaystyle {\begin{aligned}A&=2\left(6+6{\sqrt {2}}+{\sqrt {3}}\right)a^{2}&&\approx 32.434\,6644a^{2}\\V&={\frac {21+14{\sqrt {2}}}{3}}a^{3}&&\approx 13.599\,6633a^{3}.\end{aligned}}}

## الإسقاطات المتعامدة
للمكعب المبتور خمسة إسقاطات متعامدة خاصة، تتمركز على رأس، وعلى نوعين من الحروف، ونوعين من الوجوه: مثلثات ومثمنات. يتوافق الأخيران مع مُستَوِيَي كوكستر B2 و A2.
| متمركز على   | قمة | حرف 3-8 | حرف 8-8 | وجه مثمن | وجه مثلث |
| ------------ | --- | ------- | ------- | -------- | -------- |
| مجسم         |     |         |         |          |          |
| إطار سلكي    |     |         |         |          |          |
| ثنوي         |     |         |         |          |          |
| تناظر إسقاطي | [2] | [2]     | [2]     | [4]      | [6]      |

## البلاط الكروي
يمكن أيضًا تمثيل المكعب المبتور على شكل بلاط كروي، وإسقاطه على المستوي عبر إسقاط مجسامي. هذا الإسقاط مُمتَثِل، إذ يحافظ على الزوايا دون المساحات أو الأطوال. تُسقط الخطوط المستقيمة على الكرة على شكل أقواس دائرية على المستوي.
|             | متمركز على المثمن | متمركز على المثلث |
| إسقاط عمودي | إسقاطان مجساميان  | إسقاطان مجساميان  |

## الإحداثيات الديكارتية

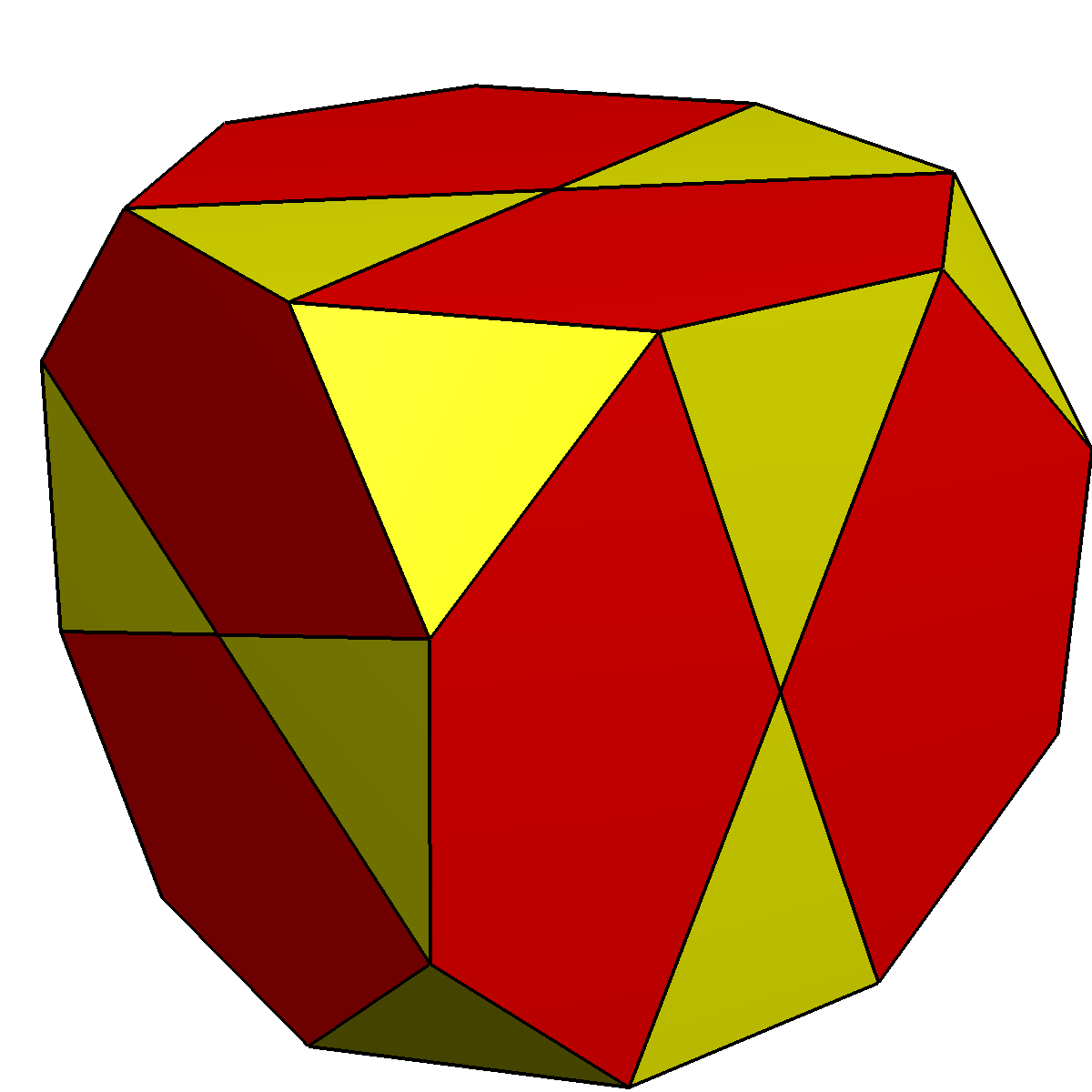
مكعب مقطوع ذو وجوه مثمنة مُقطَّعَة تناظر رباعي الوجوه مع رأس مركزي إلى مثلثات ومخمسات، مما يخلق ذا الوجوه الاثني العشري العشروني طبولوجيًا

الإحداثيات الديكارتية لرؤوس سداسي وجوه مبتور مركزه عند الأصل وطول حرفه 2 هي جميع التبديلات لـ
(±1δS, ±1, ±1)
وفيها δS=√2+1.
إذا جعلنا الوسيط ξ=  ⁠1δS⁠، في حالة المكعب المبتور المنتظم، فإن الوسيط ξ يمكن أن تُراوح بين ±1. تُنتج القيمة 1 مكعبًا، وتُنتج القيمة 0 ذا الوجوه المكعبي الثماني، وتُنتج القيم السالبة وجوهًا نَجْمِيَّةً مُثَمَّنِيَّة ذاتية التقاطع.
إذا أُزيلت الأجزاء المتقاطعة ذاتيًا من النجوم المُثَمَّنِيَّة، مع ترك المربعات، وبتر المثلثات إلى مسدسات، ستُنتَج ثمانيات الوجوه المبتورة، وينتهي التسلسل باختزال المربعات المركزية إلى نقطة، وإنشاء ثماني وجوه.